# Сливиньский, Михал
Ми́хал (Михаи́л) Яросла́вович Сливи́нский (Сливи́ньский) (пол. Michał Śliwiński, укр. Михайло Ярославович Сливинський; род. 5 февраля 1970, Добротвор, Львовская область) — советский, украинский и польский гребец на каноэ, двукратный серебряный призёр Олимпийских игр (1988 и 1992), многократный чемпион мира, чемпион Европы. Заслуженный мастер спорта СССР (1990).
Младший брат Алексей — украинский гребец на байдарках, многократный призёр чемпионатов мира. Сын Арсен (род. 1996) — чемпион Европы, многократный призёр чемпионатов мира по гребле на каноэ в составе сборной Польши.

## Спортивная биография
Родился во Львовской области в польской семье. Отец — мастер спорта по тяжелой атлетике, видел в нем и его братьях (Игорь и Александр) продолжателем своих спортивных успехов, однако их выбор пал на греблю. Содействие в этом оказал чемпион СССР по гребле Павел Редько, который приехал в поселок Добротвор и открыл в нем школу гребли, и его первый ученик — Петр Браташ. На каноэ Сливинский стал заниматься с 1982 года.
Дебютировал на Олимпийских играх в возрасте 18 лет в 1988 году в Сеуле. В финале заезда каноэ-одиночек на 500 метров юный советский гребец (самый молодой представитель сборной СССР по гребле на байдарках и каноэ на Играх) выиграл серебро, лишь на 0,01 сек опередив бронзового призёра болгарина Мартина Маринова и на 0,84 сек отстав от чемпиона из ГДР Олафа Хойкродта.
Следующие 3 года Михаил был лучшим гребцом мира на этой дистанции, последовательно выиграв чемпионаты мира 1989, 1990 и 1991 годов. На Играх в Барселоне в 1992 году, где Михаил выступал в составе Объединённой команды, он считался основным фаворитом на 500-метровке. Но блестящую форму на Играх продемонстрировал болгарин Николай Бухалов, который выиграл и 1000-метровку и 500-метровку, опередив Сливиньского на 0,25 сек. Третьим на 500 м остался Хойкродт, проигравший Михаилу более 1,5 секунд.
После распада СССР Сливиньский продолжил выступления за Украину, но его достижения на чемпионатах мира уже были не столь впечатляющие — в 1990-е годы он ни разу не сумел стать чемпионом мира, ограничившись целым набором бронзовых наград. В 1996 году на Играх в Атланте на своей любимой 500-метровке Михаил стал лишь 4-м, почти секунду проиграв в финале бронзовому призёру. В 2000 году в Сиднее 30-летний Сливиньский 4-й раз подряд выступил в олимпийском финале на дистанции 500 метров, но стал лишь седьмым, более 5 секунд уступив бронзовому призёру.
В 2001 году Михал принял приглашение выступать за сборную Польши, что дало новый толчок его карьере. В 2001 году (спустя 10 лет после своего последнего титула чемпиона мира) он выиграл золото чемпионата мира в Познани в двойках на дистанции 1000 м вместе с Марцином Коберским, а на следующий год в Севилье поляки защитили свой титул. В 2003 году Коберский был дисквалифицирован за применение допинга, также как и другой возможный леворукий напарник Сливинського Михал Гаёвник. В итоге в заезде двоек на 1000 м на Играх в Афинах в 2004 году со Сливиньским выступал 21-летний Лукаш Вощиньский. Поляки сумели занять лишь пятое место.
В 2005 году на чемпионате мира в Загребе Вощиньский не смог выступить из-за травмы, и Сливиньский не сумел найти себе нового партнёра, однако в последний момент был включён в состав польской четвёрки на дистанции 1000 метров вместо одного из гребцов, получившего травму. В Загребе польская четвёрка достаточно неожиданно выиграла золото, обогнав на 0,4 сек сильных румын, а Сливиньский в возрасте 35 лет впервые в карьере стал чемпионом мира в четвёрках, спустя 16 лет после своей первой победы на чемпионате мира в одиночках.

## Интересные факты
Сливиньский на своих пяти Олимпиадах выступал под 4 разными флагами: 1988 — СССР, 1992 — олимпийский флаг Объединённой команды, 1996 и 2000 — Украина, 2004 — Польша.

## Награды
- Орден «За заслуги» ІІІ степени (1998)[4].

## Семья
Женат, дочь Ирина (род. 1989).